# Liderzy punktowi LNB Pro A
Liderzy punktowi LNB Pro A – zawodnicy, którzy zostali liderami punktowymi koszykarskiej ligi francuskiej I poziomu rozgrywkowego – LNB Pro A. Aby zostać sklasyfikowanym na liście najlepiej punktujących zawodnik musi rozegrać określoną, minimalną liczbę spotkań w sezonie, uzyskując jak najwyższą średnią punktów. 
W latach 1949–1976 lidera punktowego ligi wyłaniano na podstawie sumy punktów, zdobytych w całym sezonie zasadniczym. Od sezonu 1976/1977 o pozycji lidera decyduje średnia zdobytych punktów w sezonie, przy czym zawodnik musi rozegrać określoną liczbę spotkań, by zostać sklasyfikowanym. 

## Liderzy według liczby punktów (1949–1950 do 1975–1976)

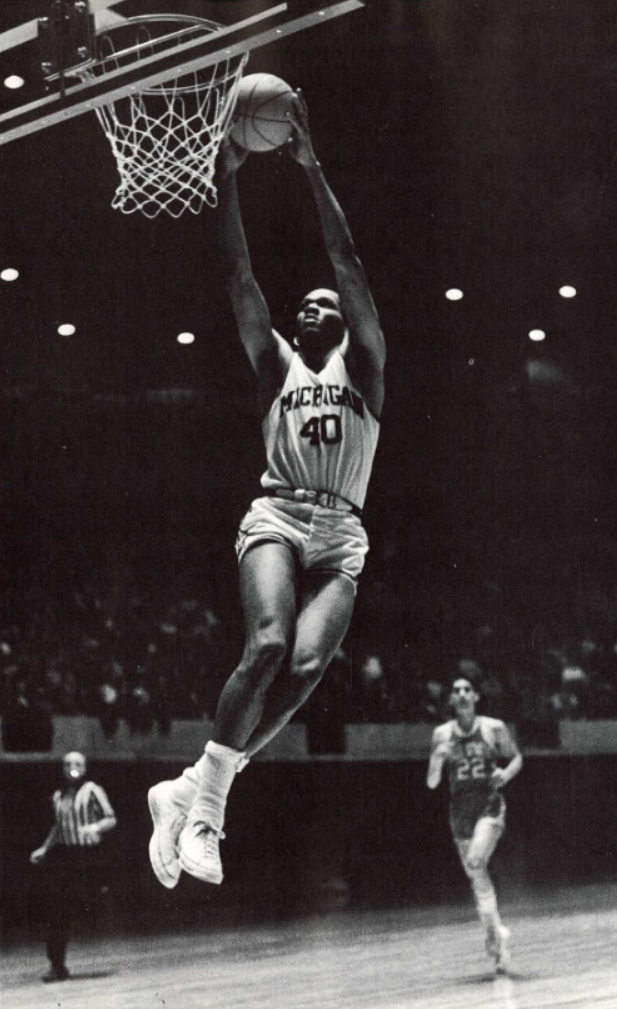
Dennis Stewart został liderem punktowym w 1974.

| Liderzy według całkowitej liczby punktów | Liderzy według całkowitej liczby punktów | Liderzy według całkowitej liczby punktów | Liderzy według całkowitej liczby punktów |
| Sezon                                    | Zawodnik (Lider)                         | Klub                                     | Śr.                                      |
| ---------------------------------------- | ---------------------------------------- | ---------------------------------------- | ---------------------------------------- |
| 1949–50                                  | / François Németh                        | ASVEL Basket                             | 22,9                                     |
| 1950–51                                  | / François Németh (2×)                   | Paryż Basket Racing                      | 24,4                                     |
| 1951–52                                  | Henri Théron                             | AS Montferrand Basket                    | 20,6                                     |
| 1952–53                                  | Jacques Dessemme                         | EV Bellegarde                            | 24,2                                     |
| 1953–54                                  | Roger Haudegand                          | RCS Marly                                | 28,4                                     |
| 1954–55                                  | Roger Haudegand (2×)                     | RCS Marly                                | 24,9                                     |
| 1955–56                                  | Roger Haudegand (3×)                     | RCS Marly                                | 29,8                                     |
| 1956–57                                  | Roger Haudegand (4×)                     | RCS Marly                                | 29,7                                     |
| 1957–58                                  | Roger Haudegand (5×)                     | RCS Marly                                | 22,7                                     |
| 1958–59                                  | Robert Monclar                           | Paryż Basket Racing                      | 22,7                                     |
| 1959–60                                  | Roger Haudegand (6×)                     | RCS Marly                                | 25,7                                     |
| 1960–61                                  | Roger Haudegand (7×)                     | RCS Valenciennes                         | 27,9                                     |
| 1961–62                                  | Jean Degros                              | Denain Basket                            | 22,8                                     |
| 1962–63                                  | Jean-Paul Beugnot                        | Charleville                              | 27,3                                     |
| 1963–64                                  | Michel Le Ray                            | ABC Nantes                               | 21,3                                     |
| 1964–65                                  | Michel Le Ray (2×)                       | ABC Nantes                               | 21,2                                     |
| 1965–66                                  | Jean-Pierre Staelens                     | Denain Basket                            | 28,1                                     |
| 1966–67                                  | Jean-Pierre Staelens (2×)                | Denain Basket                            | 28,9                                     |
| 1967–68                                  | Jean-Pierre Staelens (3×)                | Denain Basket                            | 26,6                                     |
| 1968–69                                  | Willie Davis                             | CSE Toulous                              | 29,8                                     |
| 1969–70                                  | Rudy Bennett                             | JA Vichy                                 | 30,8                                     |
| 1970–71                                  | Larry Robertson                          | Nice ASPTT Basket                        | 32,5                                     |
| 1971–72                                  | L.C. Bowen                               | ASPO Tours                               | 34                                       |
| 1972–73                                  | Bob Thate                                | SS Nilvange                              | 39                                       |
| 1973–74                                  | Dennis Stewart                           | JA Vichy                                 | 33,5                                     |
| 1974–75                                  | Jacques Cachemire                        | Olympique Antibes                        | 29,1                                     |
| 1975–76                                  | L.C. Bowen (2×)                          | ASPO Tours                               | 30,7                                     |

## Liderzy według średniej punktów (od sezonu 1976/1977)

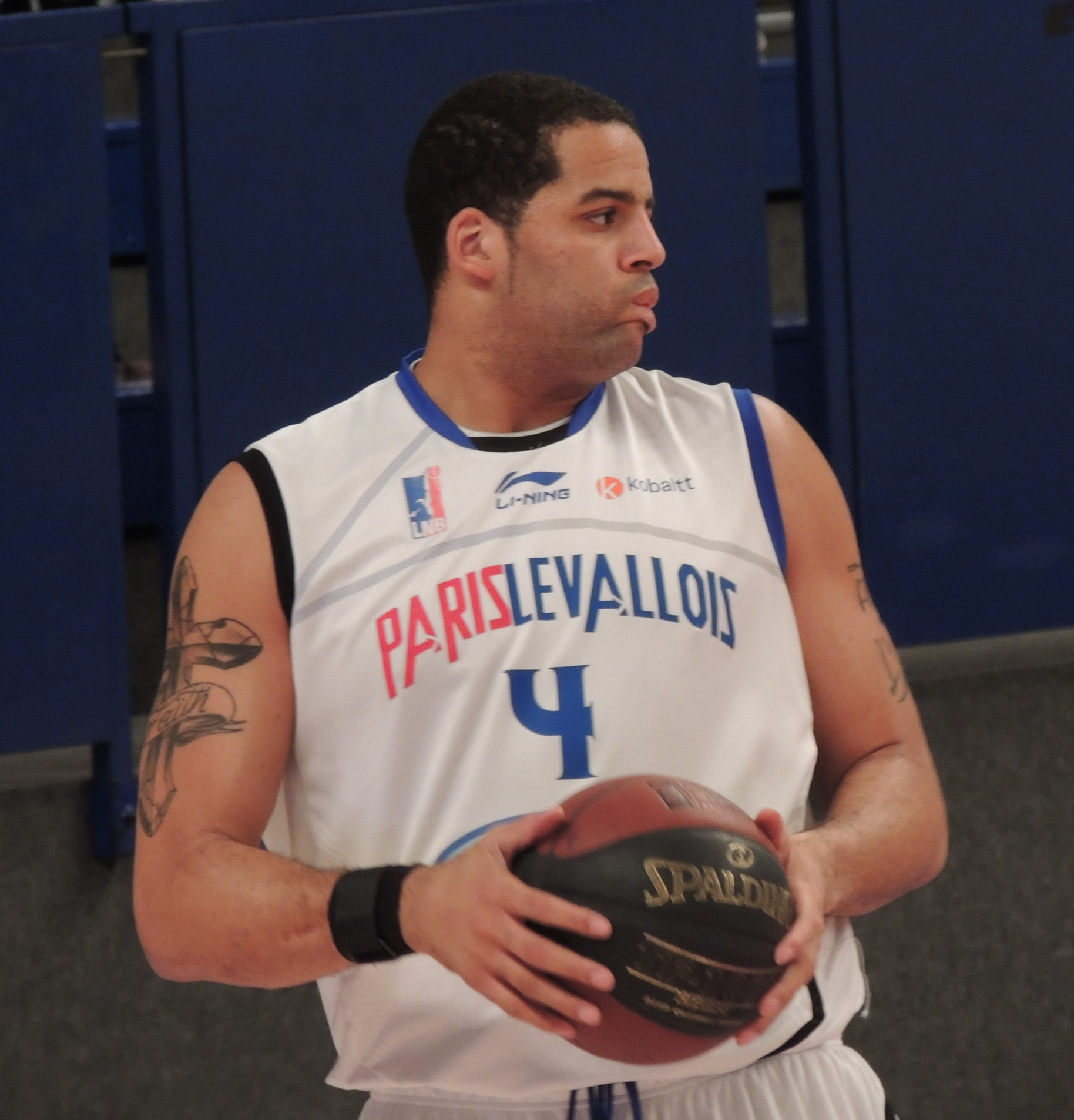
Sean May został liderem w średniej punktów, w 2013.

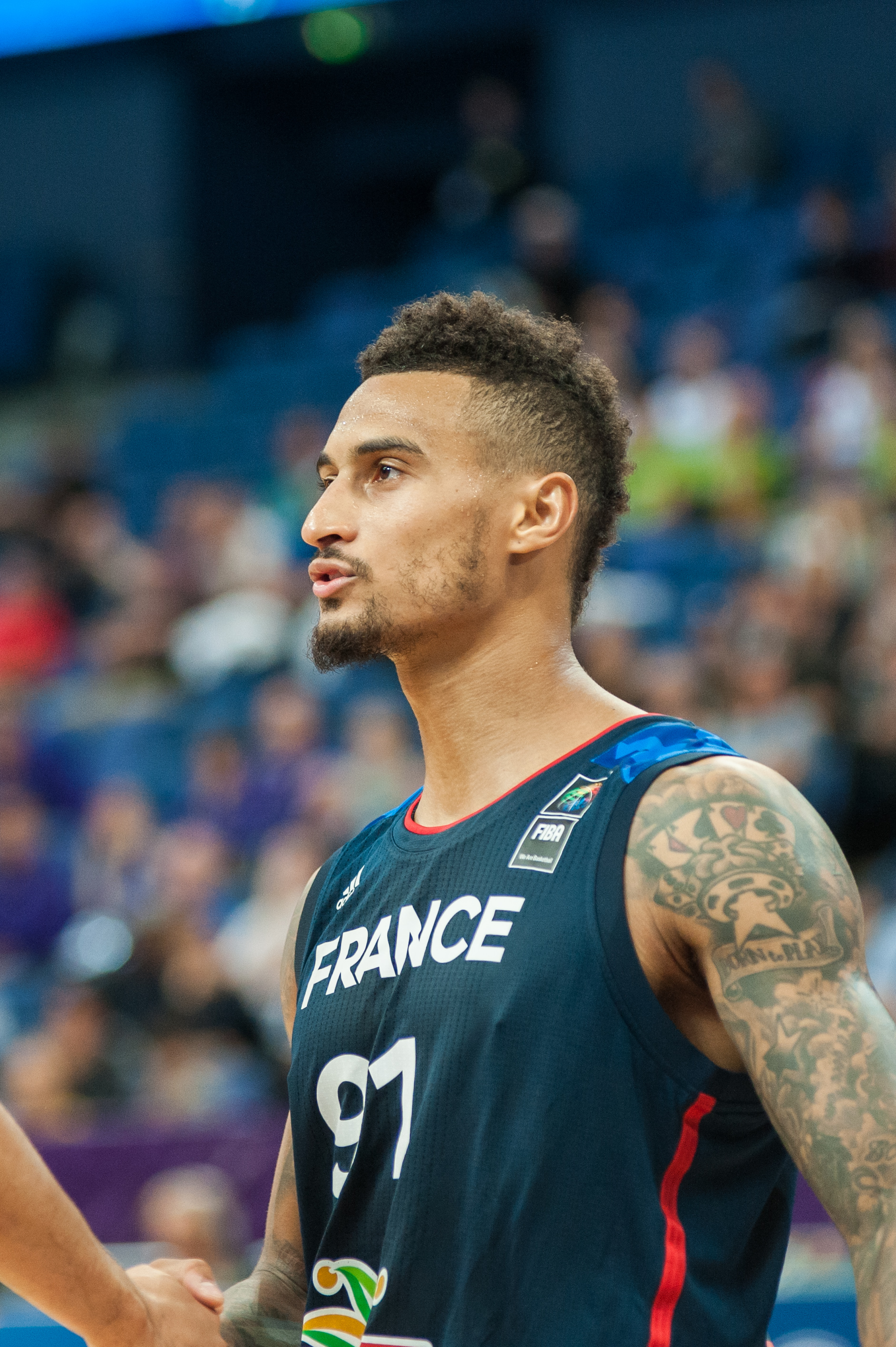
Edwin Jackson – lider punktowy z 2014.

| Liderzy według średniej punktów (od sezonu 1976/1977) | Liderzy według średniej punktów (od sezonu 1976/1977) | Liderzy według średniej punktów (od sezonu 1976/1977) | Liderzy według średniej punktów (od sezonu 1976/1977) |
| Sezon                                                 | Zawodnik (Lider)                                      | Klub                                                  | Śr.                                                   |
| ----------------------------------------------------- | ----------------------------------------------------- | ----------------------------------------------------- | ----------------------------------------------------- |
| 1976–77                                               | John Dearman                                          | AS Tarare Basket                                      | 32,7                                                  |
| 1977–78                                               | Bob Wymbs                                             | Denain Basket                                         | 32,4                                                  |
| 1978–79                                               | John Garrett                                          | ES Avignon Basket                                     | 30,1                                                  |
| 1979–80                                               | Floyd Allen                                           | Basket CRO Lyon                                       | 32,1                                                  |
| 1980–81                                               | / Paul Henderson                                      | Élan Béarnais Orthez                                  | 27,2                                                  |
| 1981–82                                               | Ed Murphy                                             | CSP Limoges                                           | 29,8                                                  |
| 1982–83                                               | Ed Murphy (2×)                                        | CSP Limoges                                           | 31,7                                                  |
| 1983–84                                               | Ed Murphy (3×)                                        | CSP Limoges                                           | 32,3                                                  |
| 1984–85                                               | Ed Murphy (4×)                                        | CSP Limoges                                           | 34,1                                                  |
| 1985–86                                               | Keith Edmonson                                        | Caen Basket Calvados                                  | 35,3                                                  |
| 1986–87                                               | Joe Dawson                                            | FC Miluza Basket                                      | 35,3                                                  |
| 1987–88                                               | / Ron Davis                                           | FC Miluza Basket                                      | 30,2                                                  |
| 1988–89                                               | / Ron Davis (2×)                                      | FC Miluza Basket                                      | 31,1                                                  |
| 1989–90                                               | Derrick Rowland                                       | Caen Basket Calvados                                  | 26,3                                                  |
| 1990–91                                               | Bill Jones                                            | Montpellier Paillade Basket                           | 26,5                                                  |
| 1991–92                                               | Bill Jones (2×)                                       | Montpellier Paillade Basket                           | 24,8                                                  |
| 1992–93                                               | Terence Stansbury                                     | Levallois SC Basket                                   | 26,3                                                  |
| 1993–94                                               | Skeeter Henry                                         | JDA Dijon Basket                                      | 24,2                                                  |
| 1994–95                                               | Ron Anderson                                          | Montpellier Paillade Basket                           | 25,5                                                  |
| 1995–96                                               | Todd Mitchell                                         | Montpellier Paillade Basket                           | 24,7                                                  |
| 1996–97                                               | David Booth                                           | JDA Dijon Basket                                      | 22,5                                                  |
| 1997–98                                               | Jerry McCullough                                      | BCM Gravelines                                        | 20,3                                                  |
| 1998–99                                               | Keith Jennings                                        | Le Mans Sarthe Basket                                 | 19,4                                                  |
| 1999–00                                               | John White                                            | SIG Strasburg                                         | 19,6                                                  |
| 2000–01                                               | Curtis McCants                                        | Montpellier Paillade Basket                           | 21,7                                                  |
| 2001–02                                               | / Tony Dorsey                                         | Cholet Basket                                         | 20                                                    |
| 2002–03                                               | Aubrey Reese                                          | Chorale Roanne Basket                                 | 19,9                                                  |
| 2003–04                                               | Rick Hughes                                           | SIG Strasburg                                         | 24,1                                                  |
| 2004–05                                               | Rowan Barrett                                         | JDA Dijon Basket                                      | 21,5                                                  |
| 2005–06                                               | Jason Rowe                                            | HTV Basket                                            | 21                                                    |
| 2006–07                                               | Dewarick Spencer                                      | Chorale Roanne Basket                                 | 20,6                                                  |
| 2007–08                                               | Sean Colson                                           | HTV Basket                                            | 21,4                                                  |
| 2008–09                                               | Austin Nichols                                        | HTV Basket                                            | 18,4                                                  |
| 2009–10                                               | / Derrick Obasohan                                    | HTV Basket                                            | 19,8                                                  |
| 2010–11                                               | Rick Hughes (2×)                                      | HTV Basket                                            | 19,1                                                  |
| 2011–12                                               | Eric Chatfield                                        | Paryż-Levallois Basket                                | 19,8                                                  |
| 2012–13                                               | Sean May                                              | Paryż-Levallois Basket                                | 18,4                                                  |
| 2013–14                                               | Edwin Jackson                                         | ASVEL Basket                                          | 18,2                                                  |
| 2014–15                                               | Steven Gray                                           | JDA Dijon Basket                                      | 16,8                                                  |
| 2015–16                                               | Michael Thompson                                      | Pau-Lacq-Orthez                                       | 17,8                                                  |
| 2016–17                                               | Cameron Clark                                         | Élan Chalon                                           | 18,6                                                  |
| 2017–18                                               | Zachery Peacock                                       | JL Bourg                                              | 19,3                                                  |
| 2018–19                                               | Devin Ebanks                                          | Châlons-Reims                                         | 18,8                                                  |
| 2019-20                                               | Miralem Halilovic                                     | Orléans Loiret Basket                                 | 17,6                                                  |
| 2020-21                                               | Danilo Anđušić                                        | AS Monaco Basket                                      | 20                                                    |
| 2021-22                                               | Brandon Jefferson                                     | Élan Béarnais                                         | 18,2                                                  |

## Liderzy punktowi wszech czasów
| M.  | Zawodnik             | Punkty |
| --- | -------------------- | ------ |
| 1.  | Hervé Dubuisson      | 19013  |
| 2.  | Alain Gilles         | 18502  |
| 3.  | Stéphane Ostrowski   | 17764  |
| 4.  | Jean-Claude Bonato   | 15248  |
| 5.  | Jacques Cachemire    | 14955  |
| 6.  | Richard Dacoury      | 14604  |
| 7.  | Éric Beugnot         | 14006  |
| 8.  | Jean-Michel Sénégal  | 13143  |
| 9.  | Jean-Pierre Staelens | 12524  |
| 10. | / Bill Cain          | 12411  |
| 11. | Didier Dobbels       | 12147  |
| 12. | Laurent Dorigo       | 12020  |
| 13. | / Willie Redden      | 12018  |
| 14. | Didier Gadou         | 11644  |
| 15. | Jacques Monclar      | 11578  |
| 16. | Philippe Szanyiel    | 11521  |
| 17. | Daniel Haquet        | 11325  |
| 18. | / Paul Henderson     | 10741  |
| 19. | Valéry Demory        | 10648  |
| 20. | Jim Bilba            | 10479  |